# يوهانس بوهلر
يوهانس بوهلر (بالألمانية: Johannes Bühler)‏ هو لاعب كرة قدم ألماني في مركز الدفاع، ولد في 26 يوليو 1997 في آلسفلد في ألمانيا. لعب مع نادي هوفنهايم.

## وصلات خارجية
- جوهانس بوهلر على موقع قاعدة بيانات كرة القدم.إي يو (الإنجليزية)
- جوهانس بوهلر على موقع عالم كرة القدم.نت (الإنجليزية)